# Dursley család
A Dursley család J. K. Rowling Harry Potter regényeiben szereplő mugli család, a címszereplő rokonai és nevelői.

## Vernon Dursley
Harry Potter nagybátyja. Kövér, vörös képű és bajuszos mugli férfi, aki a Grunnings fúrógyárnál dolgozik és feleségéhez, Petuniához hasonlóan ki nem állhatja az „abnormális” dolgokat. A „varázslat” szót nem hajlandó szájára venni. Mégis, mikor Petunia húgát, a boszorkány Lilyt meggyilkolják, fiát, Harryt Albus Dumbledore Vernon bácsi gondjaira bízza, hogy nevelje fel. Azonban Vernon azt gondolja, erőszakkal ki lehet irtani Harryből a varázserőt, ezért a fiút kegyetlenül sanyargatja, míg a saját fiát, Dudleyt elkényezteti. Mikor Harryt értesítik, hogy felvették a Roxfortba, Vernon megsemmisíti a levelet, amelyet végül Rubeus Hagrid személyesen kénytelen átadni. Vernon ezután folyamatos rettegésben él, hogy Harry ellene fordítja a varázserejét, bár tisztában van vele, hogy Harry nem varázsolhat az iskolán kívül.
Vernon Dursleyt a könyv filmváltozataiban Richard Griffiths brit színész alakítja.

## Petunia Dursley
Harry édesanyjának testvére, aki hugával ellentétben mugli, vagyis nincs benne varázserő. Leánykori nevén Petunia Evans. Mikor Harry szülei meghalnak, abba a házba teszik le a csecsemő Harryt, ahol ő és a férje Vernon laknak, fiukkal Dudleyval. Egy levelet is mellékelnek hozzá, amiből kiderül, hogy a sógora és a testvére meghalt. Dursleyék magukhoz veszik Harryt, de úgy gondolják, hogy ha sanyargatják a fiút, akkor elnyomják varázslói hajlamait. Harrynek azt mondják, hogy a szülei autóbalesetben haltak meg.
A hetedik részben Perselus Piton emlékeiből megtudjuk, hogy gyerekkorukban Petunia mennyire féltékeny volt Lily varázserejére, különösen, amikor a szüleik – a kezdeti félelmeiken túllépve – büszkék lesznek arra, hogy az egyik lányuk boszorkány. Petunia és Lily eltávolodnak egymástól, Lily inkább Perselus társaságát keresi, Petunia csalódott és keserű lesz.
Amikor Lilyt tizenegy éves korában felveszik a Roxfortba, Petunia – aki egyébként ragaszkodik ahhoz, hogy nem érdekli a varázsvilág – maga is jelentkezik. Külön megaláztatás a számára, hogy Lily és Perselus megtalálja és elolvassa Dumbledore elutasító levelét.
Petunia az 5. részben kap egy rivallót, amivel Dumbledore arra kényszeríti, tartsa a házban Harryt, amit ő meg is tesz. A Harry Potter és az elátkozott gyermek című könyvből megtudjuk, hogy Petunia 2020 előtt meghalt. Petunia Dursleyt a könyv filmváltozataiban Fiona Shaw brit színésznő alakítja.

## Dudley Dursley
Dudley Dursley Vernon és Petunia Dursley gyermekeként 1980. június 22-én született, a Harry Potter-kötetek szereplője. A könyvsorozat főszereplőjének, Harry Potternek az egyetlen unokatestvére.
Az írónő testes, szőke fiúnak ábrázolja, akit születésétől fogva elkényeztettek szülei. Amikor a születésnapjára rengeteg ajándékot kap, akkor is hisztériázik, mert többet akar. A házukban két gyerekszobája van, amikor az egyiket megkapja Harry, Dudley dührohamot kap.
Durva, önző fiú, a könyvekben az ellenszenves, de nem a leggonoszabb karakterek közé tartozik. Tudja, mi az a jómodor, és jól is viselkedik, ha szükség van rá, hogy jó hatást tegyen (például: a 2. kötetben, amikor apja üzletfelei vacsorázni jönnek). Harry és Dudley együtt mennek elemi iskolába (prep school, Surrey), ahol Dudley és bandája kínozzák Harryt, az iskola többi része pedig Dudley terrorja miatt, mivel tudják, hogy utálja őt, nem állnak szóba Harryvel.
Amikor Harry beiratkozik a Roxfortba, Dudley apja régi középiskolájába (boarding school, Smeltings) megy. Az írónő a tradíciókat mindenáron követni akaró, sznob intézménynek ábrázolja ezt.
Az 5. kötetben már fizikailag megerősödött, a box iránt érdeklődő és abban tehetséges gyerekként szerepel, aki vezére a bandájának (Piers Polkiss, Dennis, Gordon, Malcolm), ami fiatalabb gyerekek terrorizálásával foglalkozik. A nyári szünetben drága versenybicikliken köröznek a városban, dohányoznak. Ebben az időben történik, hogy Dolores Umbridge dementorokat küld Dudleyék lakhelyére, és Dudley sokkot kap azok támadásánál. Bár Harry patrónusbűbájjal elűzi őket, Dudley szülei azt feltételezik, hogy Harry támadta meg a fiukat, vagy esetleg ő uszította rá a dementorokat.
A regényfolyam utolsó részében Dudley, nagy meglepetést okozva szüleinek és Harrynek tesz néhány lépést a kibékülés felé: megköszöni hogy megmentette a dementoroktól, elmondja hogy „szerintem nem vagy semmirekellő”. Ő veszi rá édesapját és édesanyját, hogy tartsanak Hestia Jones-szal és Dedalus Diggle-lel, és fogadják el a Főnix Rendjének védelmét.
A könyvsorozatban a komikus részek közé tartozik, amikor a mugli Dudley Dursley olyan varázslókkal találkozik, mint Rubeus Hagrid, Albus Dumbledore vagy Arthur Weasley.
Dudley Dursleyt a könyv filmváltozataiban Harry Melling alakítja.

## Marjorie „Marge” Dursley
Vernon Dursley nővére. Vidéken él, nincsenek gyerekei, de számos kutyát tart tágas kertjében; a kedvencét, Marcangot akkor sem hagyja otthon, amikor az öccsét és annak családját látogatja meg Little Whingingben.
Marge néni látogatásai Harry életének legrosszabb élményei közé tartoznak. Marge ki nem állhatja Harryt, előszeretettel gyalázza őt (és a szüleit), az is megesett már, hogy Marcangot uszította a fiúra. Marge nem tud a varázsvilágról és a Roxfortról, úgy tájékoztatták, hogy Harry a Szent Brútusz Szigorított Javítóintézet növendéke.
A harmadik kötet elején találkozunk vele, amikor ismét többnapos látogatásra érkezik az Dursleyékhez. Harry megígéri Vernon bácsinak, hogy „jól” viselkedik Marge néni látogatása alatt, cserébe Vernon bácsi (mint Harry gyámja) aláírja azt a engedélyt, amelynek birtokában Harry részt vehet a Roxmortsi kirándulásokon.
Marge azonban addig piszkálja Harryt és mocskolja a fiú szüleit (miszerint ők részeges csavargók, semmirekellők, „korcsok” voltak), hogy Harry elveszti a fejét, és egy akaratlan varázslattal felpuffasztja a nénit. Harry ekkor elhagyja a házat, és csak később tudjuk meg, hogy Marge-t a minisztérium varázslói "lyukasztásos módszerrel" helyrehozták, és a memóriájából is törölték az incidenst.
Marge soha többet nem bukkan fel hús-vér valójában, bár amikor Harry okklumenciaórákat vesz Pitontól, az egyik emlékében megjelenik az az eset, amikor Marcang felkergette egy fára.